# Jon Husted
Jon Allen Husted, né le 25 août 1967 à Royal Oak, est un homme politique américain. Membre du Parti républicain, il est sénateur des États-Unis pour l'Ohio depuis 2025. Il est auparavant lieutenant-gouverneur de l'État de 2019 à 2025.

## Biographie
En mai 2017, Husted annonce sa candidature aux élections de 2018 pour le poste de gouverneur de l'Ohio pour succéder au républicain John Kasich. En novembre, il annonce le retrait de sa candidature pour devenir le colistier de Mike DeWine. Le ticket remporte la primaire républicaine de mai contre la lieutenant-gouverneure Mary Taylor, avant de remporter l'élection générale du 6 novembre 2018 contre le ticket démocrate de Richard Cordray. DeWine et Husted prennent leurs fonctions respectives le 14 janvier 2019.
En janvier 2021, il est évoqué comme un possible candidat au Sénat des États-Unis lors des élections sénatoriales de 2022 après que le sénateur républicain Rob Portman ait annoncé ne pas être candidat, mais il choisit de ne pas se présenter. Le 8 novembre 2022, DeWine et Husted sont réélus pour un second mandat de gouverneur et lieutenant-gouverneur.
Le 17 janvier 2025, il est nommé par le gouverneur Mike DeWine au Sénat pour remplacer JD Vance, élu vice-président des États-Unis. Il prend ses fonctions le 21 janvier.